# جان استیونسن (هنرپیشه)
جان استیونسن (انگلیسی: John Stephenson؛ زادهٔ ۹ اوت ۱۹۲۳) یک هنرپیشه اهل ایالات متحده آمریکا است.

## گزیده فیلمشناسی
از فیلم‌ها یا برنامه‌های تلویزیونی که وی در آن نقش داشته‌است می‌توان به آثار زیر اشاره کرد.
- اسپارتاکوس (فیلم) (۱۹۶۰)
- تار شارلوت (فیلم ۱۹۷۳) (۱۹۷۳)
- پنج هفته در بالن (۱۹۷۷)
- بونانزا (۱۹۵۹)
- عصر حجر (پویانمایی) (۱۹۶۰–۱۹۶۶)
- تاپ کت (۱۹۶۱–۱۹۶۲)
- پیتر پوتاموس (۱۹۶۴–۱۹۶۵)
- گومر پایل، یو.اس.ام.سی. (۱۹۶۴–۱۹۶۷)
- بردمن و نگهبانان کهکشان(۱۹۶۷)
- ماجراهای گالیور (۱۹۶۸)
- آزمایشگاه دریایی ۲۰۲۰ (۱۹۷۲)
- مأموریت: غیرممکن (۱۹۷۲)
- کشتی تفریحی هیجان‌انگیز یوگی (۱۹۷۲)
- دارودسته یوگی (۱۹۷۳)
- خانواده آدامز (مجموعه پویانمایی ۱۹۷۳) (۱۹۷۳)
- مک‌میلان و همسرش (۱۹۷۳)
- مرد شش‌میلیون‌دلاری (۱۹۷۴)
- خانواده دی (۱۹۷۴)
- خیابان‌های سان‌فرانسیسکو (۱۹۷۵)
- مسابقه فضایی یوگی (۱۹۷۸)
- آقای تی (۱۹۸۳)
- گربه‌های فضایی (۱۹۹۱)
- داک داجرز (سری تلویزیونی) (۲۰۰۳)